# Singer, Louisiana
Singer är en ort (CDP) i Beauregard Parish i Louisiana. Vid 2010 års folkräkning hade Singer 287 invånare.